# Mistrzostwa Polski w Boksie 1926
3. Mistrzostwa Polski w boksie mężczyzn odbyły się w dniach 5 i 6 czerwca 1926 roku w Łodzi.
W turnieju wzięło udział tylko 20 zawodników. Startować mogli jedynie obrońcy tytułu i mistrzowie okręgów. Nie wystąpili zawodnicy z Warszawy, ponieważ z powodu zamachu majowego nie odbył się tam turniej okręgowy.

## Medaliści
| Kategoria:                    | Złoto:                                 | Srebro:                                         | Brąz:                                       |
| waga musza (do 50,8 kg)       | Wiktor Moczko (Sokół Katowice)         | Marian Szulc (Unia Poznań)                      |                                             |
| waga kogucia (do 53,5 kg)     | Jan Górny (Boxing Klub Królewska Huta) | Stefan Wojtysiak (Warta Poznań)                 |                                             |
| waga piórkowa (do 57,2 kg)    | Feliks Iwański (Unia Poznań)           | Karol Pietraszek (Krusche-Ender Pabianice)      | Teodor Wochnik (Boxing Klub Królewska Huta) |
| waga lekka (do 61,2 kg)       | Witold Majchrzycki (Warta Poznań)      | Stanisław Lewandowski (Krusche-Ender Pabianice) | Alojzy Gawlik (Boxing Klub Królewska Huta)  |
| waga półśrednia (do 66,7 kg)  | Jan Arski (Warta Poznań)               | Artur Seidel (Union Łódź)                       | Józef Wieczorek (BKS Katowice)              |
| waga średnia (do 72,6 kg)     | Jan Ertmański (Warta Poznań)           | Władysław Gruszka (Sokół Katowice)              |                                             |
| waga półciężka (do 79,4 kg)   | Jan Gerbich (Krusche-Ender Pabianice)  | Ernest Jokiel (Boxing Klub Królewska Huta)      | Stefan Wiśniewski (Krusche-Ender Pabianice) |
| waga ciężka (powyżej 79,4 kg) | Tomasz Konarzewski (Union Łódź)        | Zygmunt Heljasz (Warta Poznań)                  |                                             |